# Gals
Gals (em francês: Chules) é uma comuna da Suíça, situada no distrito administrativo de Seeland, no cantão de Berna. Tem 7,83 km² de área e sua população em 2018 foi estimada em 827 habitantes.